# أنجويون
الأنجويون اسم يطلق على سلالتين قروسطيتين مميزتين تنحدران من الكابيتيين ملوك فرنسا ، و أخذوا اسمهم من كونتية أنجو (دوقية منذ 1360) المقاطعة الغربية في فرنسا ، بعد سلبت هذه المقاطعة من البلإنتاجينيين و ضمت لإلى نفوذ المباشر للتاج. نجحت هذه السلالات بمختلف فروعها لاحقاً بحكم عدة بلدان في أوروبا ، بما في بروفنسا ، اللورين ،بولندا ، المجر ، و كذلك مملكتي نابولي و صقلية.
الحقيقية أن سلالة البلإنتاجينيين كانت أول من حكم أنجو و من الخطأ نسبتهم إلى مصطلح الأنجويين .
آلت مقاطعة أنجو إلى تاج فرنسا مع فيليب أوغست عام 1205. و وهبها حفيده الملك لويس التاسع إقطاعية لشقيقه شارل سنة 1246 ، مما أدى إلى ظهور سلالة ثانية من الكونتات ثم الدوقات لأنجو ، و أطلق عليهم لقب الأنجويين.